# 科埃爾山
46°07′38″N 10°37′35″E / 46.12719°N 10.62651°E
科埃爾山（義大利語：Monte Coel），是意大利的山峰，位於該國北部，由特倫蒂諾-上阿迪傑大區負責管轄，屬於阿達梅洛-普雷薩內拉阿爾卑斯山脈的一部分，海拔高度2,872米，每年平均降雨量1,357毫米。